# Paneuropski prometni koridor I
Paneuropski prometni koridor I je jedan od Paneuropskih prometnih koridora. Vodi od Helsinkija u Finskoj, do Varšave i Gdanjska u Poljskoj. Koridor ide pravcem: Helsinki - Tallinn - Riga - Kaunas i Klaipėda - Varšava i Gdanjsk.

## Ogranci
- ogranak A (Via Hanseatica) - od St. Petersburga do Rige, Kalinjingrada, Gdanjska i Lübecka
- ogranak B (Via Baltica/E67) - Helsinki do Varšave

## Vanjske poveznice
- Via Hanseatica